# Turkot bernburski

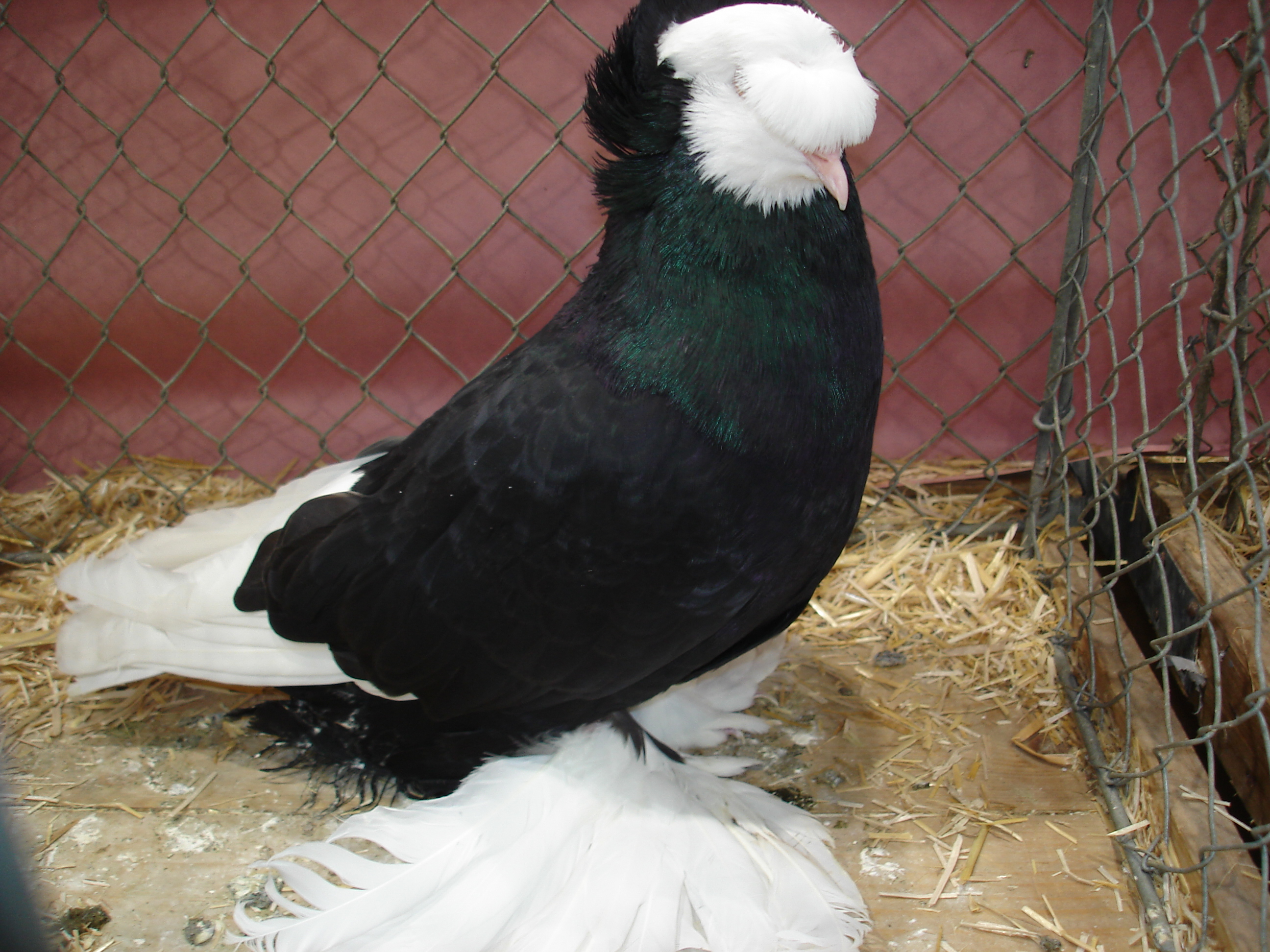
Turkot bernburski

Turkot bernburski – rasa gołębia domowego.

## Pochodzenie
Turkot bernburski powstał z niemieckich turkotów dwuczubach oraz gołębi barwnych o mnisim rysunku. Znany był już w końcu XVIII wieku w Saksonii, w okręgu Anhalt. W późniejszych czasach hodowany był głównie w Bernburg (Saale) i okolicach, dlatego w 1855 roku został nazwany bernburskim turkotem. 

## Charakterystyka budowy i upierzenia
Turkot bernburski jest dużym, silnym gołębiem o bogatym upierzeniu, z prawie poziomą postawą, o wyraźnej strukturze upierzenia głowy i o mocno upierzonych nogach. Jest także gołębiem o mocnej głowie, z szeroką, możliwie stojącą i wysoko osadzoną, bogatą w pióra koronką bez oraz z bocznymi rozetami. Pożądany jest rowek między koronką a piórami szyi. Goździk powinien być bogato upierzony, o owalnym kształcie, możliwie ze wszystkich stron zamknięty i zwarty. Przednia część goździka przykrywa biało przypudrowane woskówki. Wymagane są pod goździkiem małe pióra, podnoszące goździk, w celu uniknięcia tzw. zwisającego goździka.
Wymagana jest krótka i gruba szyja, pierś zaś głęboko osadzona, szeroka i wystająca. Nogi powinny być krótkie, z długimi i gęstymi łapciami. Zewnętrzne pióra w łapciach łączą się z piórami sępimi na udach.
Posiada tzw. rysunek mnisi, to znaczy – biała jest głowa do około 1 cm poniżej oczu, od 7 do 10 lotek, łapcie i ogon z piórami pokrywowymi i klinem, natomiast kolorowe są: szyja, pierś, brzuch, plecy, tarcze skrzydeł i w miarę możliwości również sępie pióra. Oczy turkota bernburskiego muszą być ciemne. 

## Kolory
Bernburskie turkoty występują w kolorze czarnym, czerwonym, żółtym, niebieskim z czarnymi pasami oraz niebieskie grochowe.  Kolory, głównie czarny, czerwony i żółty powinny być nasycone. 